# Rossano Brasi
Rossano Brasi (Bergamo, 3 juni 1972) is een Italiaans voormalig beroepswielrenner. Zijn enige zeges behaalde Brasi in twee klassiekers: de Scheldeprijs Schoten in 1995 en HEW Cyclassics Hamburg in 1996.
Brasi reed van 1994 tot 2000 bij het Italiaanse Polti, daarvoor Gatorade-Chateau d'Ax geheten. Hij had een behoorlijk goede eindspurt in de benen. Brasi zou in de zomer van 2000 namens Polti deelnemen aan de Ronde van Frankrijk aanvankelijk gewonnen door Lance Armstrong, maar hij mocht niet starten omdat zijn hematocrietwaarde meer dan 50% was. Brasi zakte – omdat Polti stopte als wielerploeg – af naar de kleinere De Nardi-ploeg, waar hij in 2002 zijn carrière beëindigde.

## Overwinningen
1995
- Scheldeprijs Vlaanderen

1996
- HEW-Cyclassics Hamburg

## Resultaten in voornaamste wedstrijden
| Jaar | Ronde van Italië | Ronde van Frankrijk        | Ronde van Spanje |
| ---- | ---------------- | -------------------------- | ---------------- |
| 1995 |                  | 102e                       |                  |
| 1996 |                  | 97e                        |                  |
| 1997 | 91e              | 130e                       |                  |
| 1998 |                  | 82e                        |                  |
| 1999 |                  | 127e                       | 86e              |
| 2000 |                  | uitgesloten (niet gestart) |                  |

| Jaar | Milaan-San Remo | Gent-Wevelgem | Ronde van Vlaanderen | Parijs-Roubaix | Luik-Bast.‑Luik | Cyclassics Hamburg |
| ---- | --------------- | ------------- | -------------------- | -------------- | --------------- | ------------------ |
| 1995 | 67e             | 61e           | 96e                  | 88e            |                 |                    |
| 1996 | 108e            |               | 50e                  |                |                 | Goud               |
| 1997 | 69e             | 42e           | 46e                  |                |                 |                    |
| 1998 | 44e             |               | 55e                  | 58e            |                 |                    |
| 1999 | 139e            |               | 59e                  | 52e            |                 | 87e                |
| 2000 | 111e            | 19e           | 85e                  | 55e            | 103e            |                    |